# بيلي جيلبرت (ممثل أفلام صامتة)
بيلي جيلبرت (بالإنجليزية: Billy Gilbert)‏ ولد في 15 سبتمبر 1891، هوليوود، كاليفورنيا وتوفي في 29 أبريل 1961 في لوس أنجلوس وهو ممثل سينمائي أمريكي في الأفلام الصامتة وظهر في أكثر من 150 فيلما بين 1913 و1936.

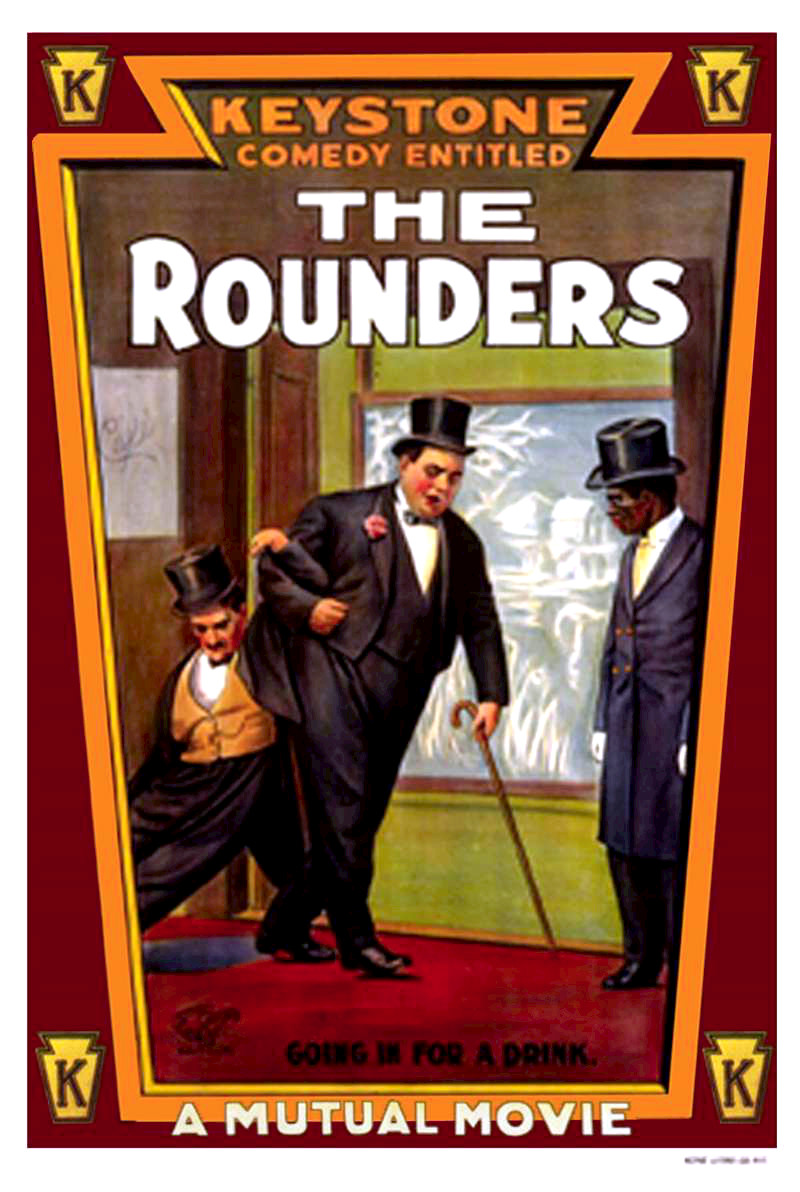
ملصق "إن عبة الكرة"(1914) مع جيلبرت كما البواب في المكياج

## روابط خارجية
- بيلي جيلبرت على موقع IMDb (الإنجليزية)
- بيلي جيلبرت على موقع قاعدة بيانات الأفلام السويدية (السويدية)
- بيلي جيلبرت على موقع إن إن دي بي (الإنجليزية)
- بيلي جيلبرت على موقع قاعدة بيانات الفيلم (الإنجليزية)
- بيلي جيلبرت على موقع كينوبويسك (الروسية)

- Billy Gilbert at IMDB